# لاثكانو
بلدية لاثكانو (بالإسبانية: Lazcano) هي بلدية تقع في مقاطعة غيبوثكوا التابعة لمنطقة إقليم الباسك شمال إسبانيا.

## الديموغرافيا
بلغ عدد سكان بلدية لاثكانو 5.407 نسمة عام 2011 (وفقاً للمعهد الوطني للإحصاء الإسباني).
| 4.902 | 4.873 | 5.003 | 5.113 | 5.203 | 5.354 | 5.407 |

## أعلام
- فرنسيسكو غارمنديا
- خوسيبا بيلوكي
- خوسو ساريجي
- جاريكويتز برافو
- خوسيه أنطونيو كويريجيتا